# Collemopsidium iocarpum
Collemopsidium iocarpum är en lavart som beskrevs och fick sitt nu gällande namn av William Nylander. 
Collemopsidium iocarpum ingår i släktet Collemopsidium, och familjen Xanthopyreniaceae. Arten är reproducerande i Sverige.